# Centro interuniversitario di ricerca bioetica
Il Centro interuniversitario di ricerca bioetica (acronimo CIRB) è stato fondato nel 1995 con la finalità di incrementare la ricerca scientifica nel campo della bioetica universitaria. Il CIRB è struttura di coordinamento fra diversi atenei, centri e ricercatori che operano nel settore della bioetica con aderenti, ricercatori e studiosi, in tutta Italia e all'estero.

## Storia
Il CIRB è stato fondato per iniziativa di alcuni massimi esperti nel campo della bioetica come Giovanni Chieffi, primo Direttore del Centro, Mario Coltorti, Carmine Donisi, Giuseppe Lissa. Ne fanno parte, tra gli altri, Daniel Borrillo, Giuseppe Cacciatore, Eugenio Mazzarella, Massimo Villone, Lucio Romano, Andrea Patroni Griffi, Direttore in carica del Centro, Pasquale Stanzione, Rossella Bonito Oliva, Francesco Lucrezi, Enrico Di Salvo. Il Centro costituisce un luogo di incontro, di dibattito scientifico e di informazione per quanti, pur nella diversità degli approcci culturali e nella pluralità dei settori scientifico-disciplinari disciplinari di appartenenza (medici, filosofi, giuristi, ingegneri), si occupano di bioetica. Il CIRB è ospitato presso l’Università di Napoli Federico II, ma aderiscono allo stesso nove diversi Atenei.

## Pubblicazioni e attività di ricerca
Il CIRB promuove una prestigiosa collana di studi bioetici e svolge una serie di iniziative scientifiche. Dalla sua fondazione il Centro organizza ogni anno convegni, incontri di studio e promuove iniziative anche di tipo divulgativo finalizzate alla conoscenza della bioetica e delle questioni etiche connesse all'uso delle nuove tecnologie.